# Глубочанский сельский совет (Житомирская область)
Глубоча́нский се́льский сове́т — административно-территориальная единица и орган местного самоуправления в Трояновском, Бердичевском и Житомирском районах Волынского округа, Киевской и Житомирской областей Украинской ССР и Украины, существовавшие в 1923—2020 годах с административным центром в селе Глубочок.

## История
3 ноября 1929 года, в соответствии с приказом Волынского ОИК № 49 «Об административно-территориальные изменения в пределах округа и образования новых сельсоветов», с. Токаревка вошла в состав Токаревского сельсовета Барановского района.
Сельский совет Глибочська ликвидирован 10 декабря 1938 года; территория и населённые пункты включены в состав Первомайского поселкового совета Барановского района Житомирской области.

## Население
Население совета, по состоянию на 1923 год составляло 1585 человек, количество дворов — 313.

## Населённые пункты
Сельскому совету на момент ликвидации были подчинены населенные пункты:
- с. Глубочек
- с. Смолярня